# Carlos Antonio de Souza Júnior
Carlos Antonio de Souza Júnior, meglio conosciuto come Carlinhos Júnior (Rio de Janeiro, 8 agosto 1994), è un calciatore brasiliano, attaccante del JEF United.

## Statistiche

### Presenze e reti nei club
Statistiche aggiornate al 7 febbraio 2020.
| Stagione        | Squadra         | Campionato      | Campionato | Campionato | Coppe nazionali | Coppe nazionali | Coppe nazionali | Coppe continentali | Coppe continentali | Coppe continentali | Altre coppe | Altre coppe | Altre coppe | Totale | Totale |
| Stagione        | Squadra         | Comp            | Pres       | Reti       | Comp            | Pres            | Reti            | Comp               | Pres               | Reti               | Comp        | Pres        | Reti        | Pres   | Reti   |
| --------------- | --------------- | --------------- | ---------- | ---------- | --------------- | --------------- | --------------- | ------------------ | ------------------ | ------------------ | ----------- | ----------- | ----------- | ------ | ------ |
| 2013            | Paraná          | B+A1/P          | 7+12       | 0+4        | CB              | 2               | 1               | -                  | -                  | -                  | -           | -           | -           | 21     | 5      |
| 2014            | Paraná          | B+A1/P          | 18+5       | 2+0        | CB              | 1               | 0               | -                  | -                  | -                  | -           | -           | -           | 24     | 2      |
| 2015            | Paraná          | B+A1/P          | 11+9       | 1+3        | CB              | 1               | 0               | -                  | -                  | -                  | -           | -           | -           | 21     | 4      |
| Totale Paraná   | Totale Paraná   | Totale Paraná   | 62         | 10         |                 | 4               | 1               |                    | -                  | -                  |             | -           | -           | 66     | 11     |
| 2016            | Botafogo-PB     | C               | 15         | 1          | CB              | 7               | 2               | -                  | -                  | -                  | CN          | 6           | 1           | 28     | 4      |
| gen.-giu. 2017  | Lugano          | SL              | 17         | 4          | CS              | -               | -               | -                  | -                  | -                  | -           | -           | -           | 17     | 4      |
| 2017-2018       | Lugano          | SL              | 29         | 10         | CS              | 4               | 2               | UEL                | 3                  | 2                  | -           | -           | -           | 36     | 14     |
| 2018-2019       | Lugano          | SL              | 31         | 13         | CS              | 3               | 1               | -                  | -                  | -                  | -           | -           | -           | 34     | 14     |
| 2019-gen. 2020  | Lugano          | SL              | 14         | 2          | CS              | 1               | 0               | UEL                | 5                  | 0                  | -           | -           | -           | 20     | 2      |
| Totale Lugano   | Totale Lugano   | Totale Lugano   | 91         | 29         |                 | 8               | 3               |                    | 8                  | 2                  |             | -           | -           | 107    | 34     |
| Totale carriera | Totale carriera | Totale carriera | 120        | 20         |                 | 15              | 5               |                    | 3                  | 2                  |             | 6           | 1           | 144    | 28     |

## Palmarès

### Club

#### Competizioni nazionali
- J2 League: 1

Shimizu S-Pulse: 2024